# IC 1189
IC 1189 — галактика типу SB0-a  R () у сузір'ї Геркулес.
Цей об'єкт міститься в оригінальній редакції індексного каталогу.